# Лабрисомові
Лабрисомові (Labrisomidae) — родина риб з ряду собачкоподібних (Blenniiformes). Поширені у тропічних водах Атлантичного і Тихого океанів.

## Характеристика
Невеликих розмірів морські риби, від 2 до 35 см довжиною. Тіло видовжене, покрито циклоїдною лускою. Луска ніколи не вростає до шкіри. На потилиці, над очима і біля ніздрів маються мочки. На обох щелепах зуби у зовнішніх рядах великі, іклоподібні або різцеподібні, по боках — менші. Є глоткові зуби. У спинному плавці колючих променів більше ніж м'яких; у деяких видів є тільки жорсткі промені. Черевні плавці з одним жорстким і 2—3 м'якими розгалуженими променями, розташовані перед основами грудних плавців. В анальному плавці 2 жорстких промені. М'які промені у спинному, анальному і хвостовому плавцях несегментовані. Бічна лінія повна або присутня тільки у передній частині тіла.

## Біологія
Морські демерсальні риби. Живуть на скелястих і черепашкових ґрунтах, деякі серед коралових рифів або у заростях морських трав. Багато видів ховаються у норах. Самці охороняють нерестові ділянки. Ікра відкладається на скелястий субстрат. Деякі представники родів Starksia і Xenomedia є живородними.

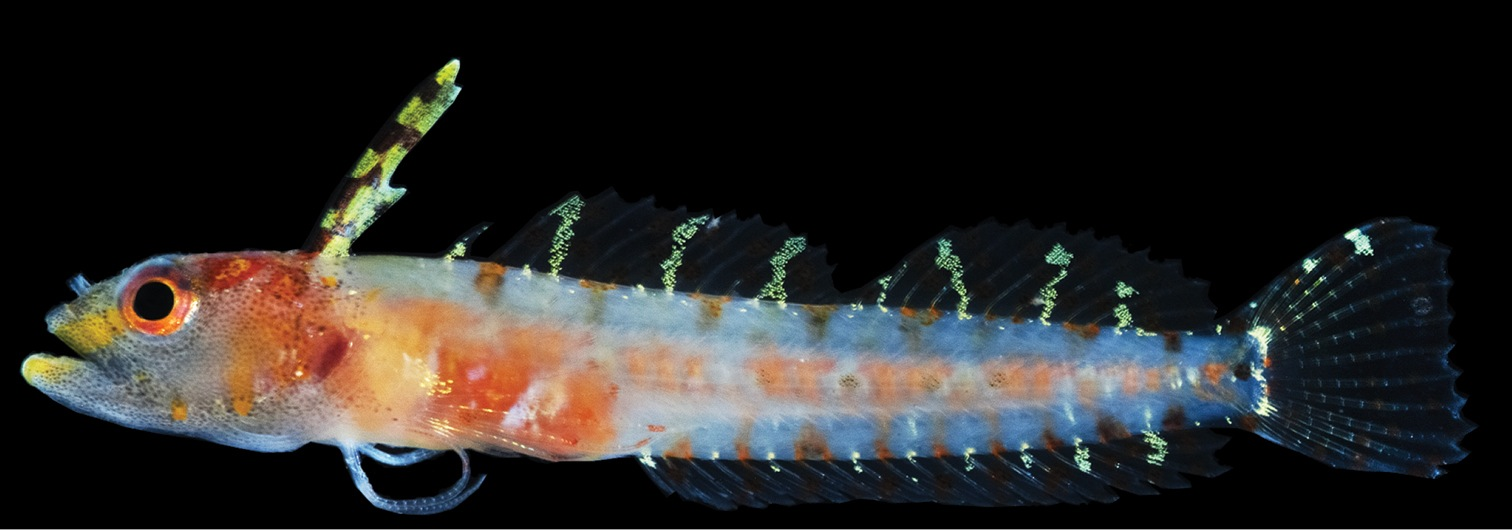
Haptoclinus dropi

## Роди
Родина містить такі роди:
- Alloclinus C.L. Hubbs, 1927
- Auchenionchus Gill, 1860
- Brockius Clark L. Hubbs, 1953
- Calliclinus Gill, 1860
- Cottoclinus McCosker, Stephens & Rosenblatt, 2003
- Cryptotrema Gilbert, 1890
- Dialommus Gilbert, 1891
- Exerpes Jordan & Evermann, 1896
- Gobioclinus Gill, 1860
- Haptoclinus Böhlke & Robertson, 1974
- Labrisomus Swainson, 1839
- Malacoctenus Gill, 1860
- Nemaclinus Böhlke & Springer, 1975
- Paraclinus Mocquard, 1888
- Starksia Jordan & Evermann, 1896
- Xenomedea Rosenblatt & Taylor, 1971